# Elieser ben Jose ha-Gelili
Elieser ben Jose ha-Gelili (Eliezer – manchmal auch Eleazar ben Jose, Rabbi Eliezer ben R. Jose ha-Gelili), Sohn von Jose des Galiläers, war Tannaite der 4. (nach manchen der 3.) Generation (Generation nach Bar Kochba; d. h. Elieser lebte und wirkte im 2. nachchristlichen Jahrhundert).

## Leben
Er war Schüler des Rabbi Akiba, beteiligt an der Wiedererrichtung des Sanhedrins nach dem Ende der
hadrianischen Religionsverfolgung und wurde vor allem für seine aggadische Arbeit gerühmt („Überall wo du die Worte Eliesers in der Haggada hörst, neige dein Ohr hin, einem Trichter gleich“, bab. Chullin 89 a).
Viele seiner Aussprüche widmen sich der Unvergänglichkeit des jüdischen Volkes und waren seinen Mitjuden nach der schweren Zeit der Bedrückung ein großer Trost.

## Die 32 Middot
Nach ihm benannt sind die 32 Middot (Auslegungsregeln) des R. Eliezer:
1. ribbui: Vermehrung, Einschließung
2. mi'ut: Einschränkung, Ausschluss, Minderung
3. ribbui achar ribbui: Einschließung nach Einschließung
4. mi'ut achar mi'ut: Verbindung zweier einschränkender oder ausschließender Partikel
5. qal wa-chomer meforasch: Schluss vom Leichteren aufs Schwerere und umgekehrt
6. qal wa-chomer satum: angedeuteter Schluss entspr. 5)
7. gezera schawa (= Hillel 2)
8. binjan ab (= Hillel 3)
9. derekh qetsara: abgekürzte / elliptische Ausdrucksweise
10. Wiederholung
11. getrennt auftretendes Zusammengehörendes
12. das zum Vergleich Herangezogene wird durch den Vergleich selbst auch neu oder anders interpretiert
13. das Zweite wird zum Besonderen des zuvor erwähnten Allgemeinen
14. Vergleich von Bedeutenderem mit Geringerem (keine Anwendung innerhalb der Halacha)
15. Ein dritter Schriftvers entscheidet einen Widerspruch zweier vorhergehender, sich widersprechender Schriftverse (= Jischmael 13)
16. Besonderheit eines Ausdrucks an gerade dieser Stelle = besondere Bedeutung
17. Erklärung, Erhellung gegeben außerhalb der Hauptstelle
18. Besonderheit meint dennoch das Allgemeine
19. spezielle Aussage gilt nicht nur für das Spezielle
20. Aussage über etwas wird auf Anderes bezogen, wo es besser passt
21. einseitiger Vergleich, Ausschluss des Schlechten
22. passive Sinnergänzung durch den Kontext
23. aktive Sinnergänzung durch den Kontext (keine Anwendung halachisch)
24. etwas im Allgemeinen bereits enthaltenes Besonderes wird genannt, um das Allgemeine dann zu qualifizieren
25. etwas im Allgemeinen bereits enthaltenes Besonderes wird genannt, um es dann zu qualifizieren
26. maschal: Gleichnis; allegorische Auslegung
27. Bedeutungsentsprechungen gleicher Zahlen
28. Schlussfolgerungen aus homonymen Wortwurzeln
29. Gematrie (Deutungen aus dem Zahlenwert der Buchstaben; Beispiel: ha-satan = 364, an 364 Tagen hat der Satan Macht über die Israeliten, außer am Versöhnungstag) und Atbasch (spezielles Geheimalphabet)
30. Notarikon („notarius“, Schnellschreiber); Zerlegung von Wörtern, manchmal ist jeder Buchstabe Anfangsbuchstabe eines anderen Wortes; Notarikon ist ebenso abgekürzte Ausdrucksweise (positiv formulierter Satz schließt negative Entsprechung ein); Notarikon als Auslegungsregel nicht allgemein anerkannt, nicht in der Halacha angewendet
31. zeitlich Vorhergehendes im Text nachgestellt gibt zu besonderer Deutung Anlass (miqra mesuras, verkehrte Stellung im Schriftwort)
32. Reihenfolge der Bibelabschnitte entsprechen nicht der Abfolge von Zeitabschnitten, Deutungen hieraus; auch erub paraschijot (Abschnittsvermischung) genannt; hierzu die Schule Jischmaels: „In der Tora gibt es [bezüglich der Aufeinanderfolge biblischer Aussagen] kein Vorher und Nachher“